# 久保尚志 (バレーボール)
久保 尚志（くぼ たかし、1979年8月30日 - ）は、日本の元男子バレーボール選手、バレーボール指導者。

## 来歴
大阪府枚方市出身。学生時代に2001年ユニバーシアード北京大会に出場。アジアジュニアではベストレシーバー賞を獲得。
大阪商業大学卒業後の2002年に松下電器（現在のパナソニックパンサーズ）に入団した。大学まではアタッカーを務めていたが、松下電器入団後にはリベロもこなし、リリーフサーバーとしての出場も多かった。
2009年に現役引退し、パナソニックパンサーズのマネージャーに就任した。2014/15シーズンに1シーズンコーチを務めて退団。退団後は社業に専念。

## 所属チーム
- 大阪商大高校
- 大阪商業大学
- パナソニックパンサーズ（2002-2009年）